# José Sabogal
Pour les articles homonymes, voir Sabogal (homonymie).
José Arnaldo Sabogal Diéguez (Cajabamba, Pérou, 19 mars 1888 - Lima, 15 décembre 1956) est un peintre, professeur et essayiste péruvien.

## Biographie
Né au sein d'une famille métisse, ses parents étaient Matías Sabogal del Castillo et Manuela Diéguez de Florencia. En 1922, il a épousé l'écrivaine María Wiesse Romero (1894-1964). Le couple a eu deux enfants : José Rodolfo Sabogal Wiesse (1923-1983) et Rosa Teresa Sabogal Wiesse (1925-1985).
C'est un des pionniers et fondateurs du mouvement indigéniste péruvien,.
De 1932 à 1943 il a été directeur de l'École Nationale de Beaux-Arts de Lima.
Parmi ses disciples on peut citer  Camilo Blas, Enrique Camino Brent, Julia Codesido, Cota Carvallo, Jorge Segura, Aquiles Ralli, Gamaniel Palomino, Pedro Azabache Bustamante, Andrés Zevallos et Eladio Ruiz.

## Œuvre pictorique (sélection)
- Cactus solitaire, huile, 1916[3]
- Carnaval de Tilcará, huile, 1918[4]
- Sainte Rose parmi les anges, encre, 1922
- L'aubergiste de Huanta, gravure sur bois, 1925[5]
- Sacsayhuamán, gravure sur bois, 1925[6]
- Le "Varayoc" de Chinchero, huile, 1925
- La femme du "Varayoc", huile, 1926[7]
- La Santusa, huile, 1928
- Ayacucho, gravure sur bois, 1930[8]
- Artiste vernaculaire, gravure sur bois, 1942[9]
- Fileuse huanca, huile
- Femme dans le désert de Sechura, huile sur bois, 1951
- Pêcheur mochica, détrempe, 1956

### Peintures symboliques
- Guerre civile espagnole, encre, 1936[10]
- L'enlèvement d'Europe, détrempe, 1949[11]
- Garcilaso de la Vega, huile sur toile, 1949[12]
- Le rêve de Bolívar, huile sur toile, ca. 1950-1956[13]
- Les rois mages, huile, 1950[14]

### Portraits
- Portrait de María Wiesse, huile sur toile, 1921[15]
- Portrait de Carlos Wiesse Portocarrero, huile, 1930
- Portrait d'Enrique Camino Brent, huile, 1931[16]
- Portrait de Rosa María Macedo, huile, 1934
- Portrait de José Rodolfo Sabogal Wiesse, huile, 1946[17]
- Portrait de Jorge Wiesse, huile, 1949
- Portrait de María Rostworowski, huile, 1950[18]

## Essai
- Mates burilados: arte vernacular peruano ("Mates burilados", art vernaculaire péruvien), Lima, 1945[19];
- Pancho Fierro, estampas del pintor peruano (Pancho Fierro, estampes du peintre péruvien), Lima, 1945[20];
- El toro en las artes populares del Perú (Le taureau dans les arts populaires du Pérou), Lima, 1949[21];
- El kero, vaso de libaciones cusqueño de madera pintada (Le Kero, vase cuzquénien des libations de bois peint), Lima, 1952[22];
- El desván de la imaginería peruana (Le grenier de l'imagerie péruvienne), Lima, 1956[23];
- Del arte en el Perú y otros ensayos (D'art au Pérou et d'autres essais), Lima, 1975[24];